# Shahinoor Rahman
 (juillet 2022).
M. Shahinoor Rahman est écrivain, universitaire, folkloriste, chanteur et éditeur au Bangladesh. Il est le plus ancien professeur de sélection de niveau 1 du département d'anglais et ancien pro-vice-chancelier de Université islamique du Bangladesh. Il a été pro-vice-chancelier du 20 février 2013 au 22 février 2021.